# Derrike Cope
Statistiques en NASCAR Cup Series
Dernière mise à jour : 25 décembre 2016 
Derrike Cope est un pilote américain de NASCAR né le 3 novembre 1958 à Spanaway dans l'État de Washington.

## Carrière
Il commence sa carrière en 1982 et remporte en 29 saisons deux courses dont le Daytona 500 en 1990. Cope termine à la 15e place du championnat de première division NASCAR Winston Cup en 1995.

## Lien externe

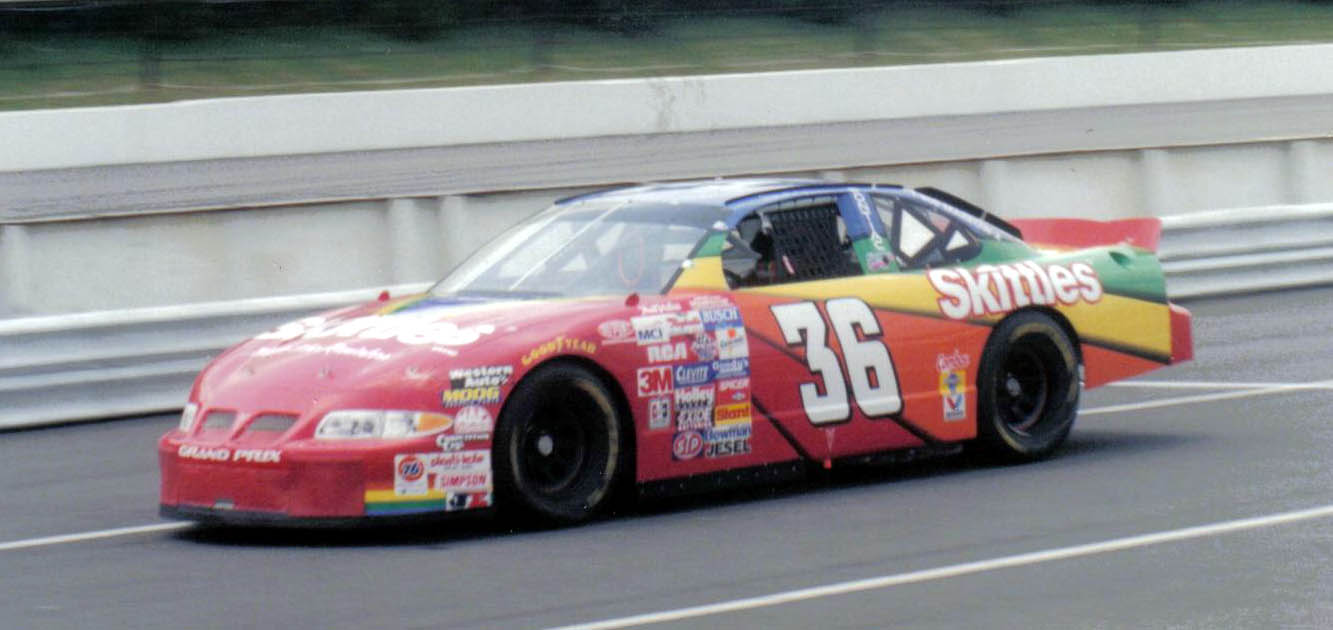
Voiture de Derrike Cope à Pocono en 1997